# 남양청

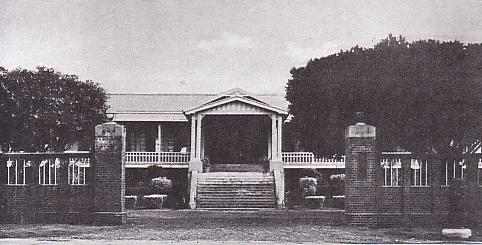
남양청 청사

남양청의 문장

남양청(南洋廳, 일본어: 南洋庁 난요초[*], 영어: South Sea Agency)은 1919년 6월 28일에 체결된 베르사유 조약에 따라 설치된 일본 제국의 위임통치령인 남양 군도를 관할하던 행정 조직이다.
1922년 3월 30일에 칙령 제107호로 제정되어 1922년 4월 1일을 기해 시행된 《남양청 관제》(南洋廳 官制)에 따라 설치되었으며 청사는 팔라우의 코로르에 있었다. 1947년 7월 미국의 신탁통치령인 태평양 제도 신탁통치령이 설치되면서 해체되었다.

## 행정 구역
설립 당시에는 6개 지청이 설치되었다.
- 사이판(Saipan) 지청: 북마리아나 제도(사이판섬, 티니언섬, 로타섬)
- 팔라우(Palau) 지청: 팔라우(바벨다오브섬, 코로르섬, 앙가우르섬)
- 야프(Yap) 지청: 야프섬
- 트루크(Truk) 지청: 추크 제도
- 포나페(Ponape) 지청: 폰페이섬, 코스라에섬
- 잴루잇(Jaluit) 지청: 마셜 제도(잴루잇 환초)

1943년에는 3개 지청으로 개편되었다.
- 북부 지청: 북마리아나 제도(옛 사이판 지청)
- 동부 지청: 추크 제도, 폰페이섬, 코스라에섬, 마셜 제도(옛 트루크 지청, 포나페 지청, 잴루잇 지청)
  - 포나페 출장소
  - 잴루잇 출장소
- 서부 지청: 팔라우, 야프섬(옛 팔라우 지청, 야프 지청)
  - 야프 출장소

## 역대 남양청 장관
1. 데즈카 도시로(手塚敏郎): 1922년 4월 1일~1923년 4월 4일
2. 요코타 고스케(横田郷助): 1923년 4월 4일~1931년 10월 11일
3. 호리구치 미쓰사다(堀口満貞): 1931년 10월 11일~1931년 11월 21일
4. 다하라 가즈오(田原和男): 1931년 11월 21일~1932년 2월 5일
5. 마쓰다 마사유키(松田正之): 1932년 2월 5일~1933년 8월 4일
6. 하야시 히사오(林寿夫): 1933년 8월 4일~1936년 9월 16일
7. 기타지마 겐지로(北島謙次郎): 1936년 9월 16일~1940년 4월 9일
8. 곤도 슌스케(近藤駿介): 1940년 4월 9일~1943년 11월 5일
9. 호소가야 보시로(細萱戊子郎): 1943년 11월 5일~1946년 3월 12일